# Indiana Intercollegiate Athletic Association
L'Indiana Intercollegiate Athletic Association fu una conference sportiva di college football nata nel 1889 e terminata nel 1894, di cui facevano parte scuole dello stato dell'Indiana.

## Membri
Di seguito i membri della conference riportati nella sua stagione finale:
- Butler University
- DePauw University
- Earlham College
- Hanover College
- Indiana State Normal School - ora conosciuta come Indiana State University
- Indiana University
- Purdue University
- Rose Polytechnic Institute - ora conosciuta come Rose–Hulman Institute of Technology
- Wabash College

## Stagioni e vincitore
|          |          | Record       | Record      |               |
| Stagione | Campione | Record Conf. | Record Ovr. | Head coach    |
| -------- | -------- | ------------ | ----------- | ------------- |
| 1890     | Butler   | 3–0–1        | 3–0–1       | Clint Howe    |
| 1891     | Purdue   | 4–0          | 4–0         | Knowlton Ames |
| 1892     | Purdue   | 4–0          | 8–0         | Knowlton Ames |
| 1893     | Purdue   | 4–0          | 5–2–1       | D. M. Balliet |
| 1894     | Purdue   | 4–0          | 9–1         | D. M. Balliet |